# Škoda 71E
Seria 163 kolei czeskich (dawna seria E 499.3) – oznaczenie normalnotorowych lokomotyw elektrycznych wyprodukowanych w latach 1984-1992 przez zakłady Škoda w Pilźnie w Czechosłowacji. Lokomotywy tego typu są eksploatowane obecnie w Czechach, na Słowacji i we Włoszech, a od 2012 roku, również przez Przewozy Regionalne. Od 2015 roku większość spolonizowanych lokomotyw tej serii eksploatowanych jest przez spółkę CD Cargo Poland.

## Konstrukcja
Planowany w roku 1985 koniec eksploatacji lokomotyw elektrycznych pierwszej generacji produkowanych przez zakłady Škoda (seria 140 i 141) wymusił konieczność skonstruowania nowych lokomotyw, które mogłyby je zastąpić. Prototypy dwusystemowej (na prąd przemienny 25 kV/50 Hz i stały) lokomotywy serii 363 (ES 499.1) posłużyły za bazę konstrukcyjną dla nowych elektrowozów na prąd stały 3 kV serii 163 i 162. W konstrukcji tych lokomotyw użyto tego samego pudła, natomiast część elektryczna została wyposażona w nowoczesne silniki z rozruchem impulsowym. Kabina maszynisty wyposażona jest w klimatyzację. Ogółem wyprodukowano 120 egzemplarzy.

## Eksploatacja
Zakupy lokomotyw tego typu prowadzone były przez koleje Czechosłowacji, a potem Czech i Słowacji do roku 1992, kiedy problemy finansowe tych przedsiębiorstw zmusiły zakłady Škoda do szukania innych kontrahentów na wyprodukowane, lecz nie odebrane sztuki. W 1995 roku 9 sztuk tych lokomotyw po odpowiedniej przebudowie zakupił włoski przewoźnik FNME S.p.A. (otrzymały tam oznaczenie E 630). Pozostałe zakupione zostały ostatecznie przez koleje czeskie i słowackie.
Elektrowozy serii 163 eksploatowane są w ruchu pasażerskim. Od października 2007 lokomotywy tej serii używane były także przez przewoźnika PKP Intercity.
Od września 2012 10 lokomotyw było dzierżawionych przez Przewozy Regionalne do roku 2016.